# Anahim Lake Airport

i7
i11
i13
Der Anahim Lake Airport ist ein Regionalflughafen in Anahim Lake in der kanadischen Provinz British Columbia. Er liegt in der Zeitzone UST-8 (DST-7). Er ist ganzjährig geöffnet und ist für die Region West Chilcotin eine wichtige Verkehrsanbindung. Der Flughafen wird von vielen Charter- und Privatfliegern genutzt, um Touristen in die Region zu befördern.

## Geschichte
Im Jahre 2000 wurden am Flughafen mit Unterstützung durch Transport Canada Ausbesserungen am Runway und am Taxiway durchgeführt.

## Start- und Landebahn
Beim Anflug auf diesen Flughafen stehen folgende Navigations- und Landehilfen zur Verfügung: NDB
Landebahn in Betrieb:
- Landebahn 13/31, Länge 1200 m, Breite 22 m, Asphalt[1]

Die Bahn hat eine Steigung von 0,6 % (nordwestliches Ende: Elev 3615 ft, südöstliches Ende: Elev 3639 ft).
ehemalige Landebahn:
- Landebahn 06/24, Länge 835 m, Breite 30 m, Schotter.

Die Bahn ist weiterhin vorhanden, kann jedoch nicht genutzt werden.

## Service
Am Flughafen sind folgende Flugbenzinsorten erhältlich:
- AvGas  (100LL)
- Kerosin (Jet A)

## Flugverbindungen
Pacific Coastal Airlines bietet Flüge nach Vancouver, Victoria und Bella Coola.